# Torch hadművelet
A Torch hadművelet (magyarul Fáklya, angolul: Operation Torch) a szövetségesek észak-afrikai partraszálló hadművelete volt a második világháborúban. 1942. november 8-án vette kezdetét Eisenhower tábornok parancsnoksága alatt. A szövetségesek 650 hajója és 65 000 katonája vett benne részt.
1942 júliusában, a washingtoni konferencián az angolszász szövetségesek megegyeztek abban, hogy közös sereget tesznek partra Észak-Afrika franciák által ellenőrzött részén. Céljuk az volt, hogy a partraszállás után keletre nyomuljanak, és így két tűz közé szorítsák a Német Afrika-hadtestet, majd kiűzzék a kontinensről. Az észak-afrikai partvidék birtoklása azt jelentette, hogy a szövetségesek megszerzik az ellenőrzést a Földközi-tenger medencéje felett, így felmentik az ostrom alatt álló Máltát és biztosítják konvojaik biztonságos áthaladását a Szuezi-csatorna és a Gibraltári-szoros között.
A hadművelet a Torch (Fáklya) nevet kapta. A szövetséges csapatok november 8-án partra szálltak Marokkóban, valamint az Algéria területén fekvő Oránban és Algírban. Mivel a briteknek kifejezetten rossz volt a kapcsolata a Vichy-kormányzattal, megpróbáltak minél amerikaibbnak feltüntetni az akciótː a partraszállás főparancsnoka Dwight D. Eisenhower amerikai tábornok volt, és ők adták a szárazföldi csapatok nagy részét is.
A Casablanca és Orán elfoglalásra induló katonák valamennyien amerikaiak, az Algírnál partra szállók britek és amerikaiak voltak. A katonákat és a felszerelést hatalmas konvojok szállították a helyszínre egyenesen az Egyesült Államokból, illetve Nagy-Britanniából. Az amerikaiak megpróbálták titkos tárgyalásokon elérni, hogy a francia csapatok álljanak melléjük, de ez kevés eredményt hozott. Egyes francia csapatok nem tanúsították ellenállást, vagy csak rövid ideig harcoltak, többségük azonban csak november 10-én adta meg magát, amikor François Darlan tengernagy, a francia flotta parancsnoka erre felszólította őket.
Az amerikaiak a marokkói invázióra három partszakaszt választottak, és megkezdték az előrenyomulást Casablanca felé. A francia hajók rátámadtak a flottára, és heves csata bontakozott ki, amelyben a franciák alulmaradtak. A marokkói ellenállás csak november 10-én, a D+2 napon fejeződött be. Az algériai partraszállás során a brit-amerikai csapatok elfoglalták Algírt, amely már a D-napon megadta magát, valamint Oránt.
A Torch hadművelet eredményeként a szövetségesek elfoglaltak két nagy földközi-tengeri kikötőt, Oránt és Algírt, valamint a kezdeti ellenállás után a maguk oldalára állították a francia gyarmati sereget. Az invázió révén az angolszászok repülőtereket szereztek az észak-afrikai partokon, amelyek révén véget vethettek a Málta elleni támadásoknak, valamint biztosíthatták a konvojokat a Szuezi-csatornától a Gibraltári-szorosig, ami szükségtelenné tette Afrika megkerülését.
A szövetségesek kelet felé indultak, hogy megütközzenek a németekkel, akik időközben elfoglalták a franciák tunéziai birtokait, mivel a főhelytartó nem vette figyelembe Darlan ellenállásra buzdító utasítását. Az angolszászokhoz több francia hadosztály is csatlakozott.

## Előzmények
A  brit haditengerészet és légierő komoly egységeket állomásoztatott a Földközi-tenger térségében (Gibraltárban, Máltán és Alexandriában, valamint a Szuezi-csatorna bejáratánál) a háború kirobbanásakor. A brit csapatmozgások a bázisok, hajók védelmét szolgálták. Támadó hadműveleteket 1940. június után indítottak, amikor Olaszország a tengelyhatalmak oldalán belépett a háborúba. Az olasz flottát és légierőt 1941 elején német tengeralattjárókkal és repülőkkel erősítették meg. Brit hadihajók többször összecsaptak az olasz felszíni egységekkel, például a Sidra-öbölbeli első csatában, valamint Calabria partjainál és a Ténaro-foknál. 1940. november 11-12-én brit torpedóvető repülőgépek sikeresen támadták a tarantói haditengerészeti bázist. A brit tengeralattjárók 1942. november 1-jéig 202 támadást hajtottak végre olasz hadi- és kereskedelmi hajók ellen.
A Brit 8. Hadsereg 1940 óta harcolt az olaszokkal Észak-Afrika nyugati sivatagaiban, és Archibald Wavell tábornok decemberben indított támadása súlyos vereséget mért Rodolfo Graziani marsall csapataira. 1941 elején Erwin Rommel vezérőrnagy vezetésével német erősítés érkezett Észak-Afrikába. A Német Afrika-hadtest (Afrikakorps) ellentámadásba ment át, és nagy területeket elfoglalva Tobrukig vetette vissza a briteket. Andrew Cunningham admirális a helyzetet értékelve így fogalmazottː „Bármely konvojnak, amely utánpótlást szállít Máltára, most át kell haladnia egy 320 kilométeres résen az északi Kréta és a déli kireneikai kiszögellés között. Így a konvojútvonalak valamennyi szárnyán ellenséges repülőterek sorakoznak, és Málta jövője tényleg nagyon sötétnek tűnik.”
Júniusban a britek ismét támadtak a Battleaxe, majd a Crusader hadművelet keretében. 1942 januárjában a németek lendültek akcióba, amelyet csak Kairó közelében, az első el-alameini csatában sikerült véglegesen megállítani. Eközben az amerikai és a brit vezérkari tanács közös bizottsága folyamatosan egyeztetett a mindkét fél által szükségesnek ítélt második front megnyitásáról. Az amerikaiak ragaszkodtak az észak-franciaországi invázióhoz, de ahhoz nem volt erejük, hogy 1943 előtt megindítsák.
Nyár elején, amikor a helyzet rosszabbra fordult Észak-Afrikában és a németek már a szuezi olajutánpótlást veszélyeztették, a szövetségesek, angol kezdeményezésre, megvitatták a francia kézben lévő afrikai területek elleni Gymnast hadművelet lehetőségét.  George C. Marshall amerikai tábornok
azon az állásponton volt, hogy ha akciót indítanak Afrikában, nem tudnak 1943-ban partra szállni Franciaországban. Végül július 25-én – Franklin D. Roosevelt nyomására – megállapodtak az észak-afrikai invázió megtervezésében és végrehajtásában.
A hadművelet végül a Torch (Fáklya) nevet kapta. Célja a Vichy-kormány által ellenőrzött Marokkó, valamint Tunézia és Algéria partvidékének megszállása volt. A területekre azért volt szüksége a szövetségeseknek, hogy két irányból támadhassák az Afrikakorpsot, és így vereséget mérjenek rá. A távlati cél az volt, hogy a teljes észak-afrikai tengerpartot elfoglalva megnyissák az utat Olaszország, Churchill szavaival „a tengelyhatalmak lágy alteste” felé. Az amerikai elnök Dwight D. Eisenhower tábornokot nevezte ki az inváziós sereg élére július 31-én. Helyettese Marc W. Clark vezérőrnagy lett. Vezérkari főnöknek Walter Bedell Smith dandártábornokot nevezték ki. A támadást október 30-áig kellett volna végrehajtani, de az időpontot később november 8-ára módosították.

## Tervezés
A tervezők munkáját Bertram Ramsay irányította. Vita bontakozott ki a partraszállási helyszínek miatt, ugyanis a britek a lehető legkeletibb ponton, Tunisz közelében akartak partra szállni. Az amerikaiak azonban attól tartottak, hogy egy atlanti kikötő birtoklása nélkül az expedíciós erőket elvághatják utánpótlásuktól, ha a spanyolok közbelépnek, majd a tengelyhatalmak megszállják Marokkó spanyolok ellenőrzött részét és a Gibraltári-szorost. Roosevelt augusztus 31-én azt írta Churchillnek, hogy az amerikaiak meggyőződése szerint a németek a partraszállást követő két hétben nem lesznek képesek nagy erőket Tuniszba átcsoportosítani. Végül a Tunisz közelébe tervezett partraszállást elvetették. Három helyszínt – Orán, Algír és Casablanca – jelöltek ki. Mindazonáltal Kenneth Anderson brit tábornok azt a feladatot kapta, hogy Algír elfoglalása után a Brit 1. Hadsereg nyomuljon Tunézia felé.

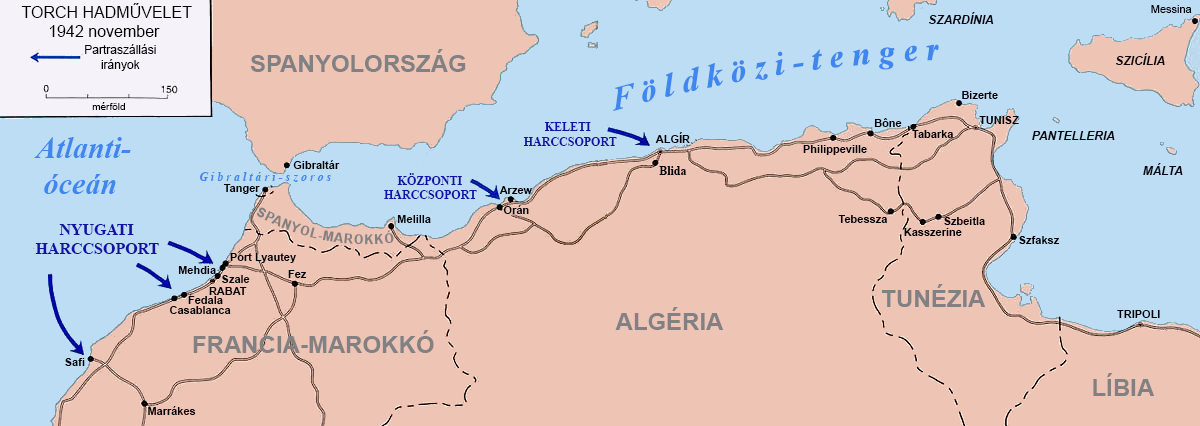
Partraszállási helyszínek

A három partraszállási zónát három haditengerészeti harci köteléknek – nyugati, középső, keleti – kellett megközelítenie. Az egyesített flotta főparancsnokának Andrew Cunninghamet nevezték ki. Eisenhower a nyugati haditengerészeti harci kötelék (naval task force) élére Henry Kent Hewitt amerikai ellentengernagyot, a Casablanca közelében partraszálló 35 ezer amerikai katona parancsnokának George Patton vezérőrnagyot nevezte ki. A sereget az Egyesült Államokból érkező, többségében frissen kiképzett 2. páncélos-, valamint a 3. és 9. gyalogoshadosztályból állították fel.
A középső kötelék vezetésére a brit Thomas Tourbridge parancsnokot, az oráni inváziót végrehajtó 39 ezer fős szárazföldi alakulatok irányítására pedig Lloyd Fredendall vezérőrnagyot jelölték ki. Utóbbi csapatait az amerikai 1. páncéloshadosztály és a jövőbeni 82. légi szállítású hadosztály egyes, Nagy-Britanniából érkező alakultai adták. A keleti különítmény vezetésére a brit Harold Burrough ellentengernagy kapott megbízást. A hajói által vitt 23 ezer britnek (78. gyalogoshadosztály) és 10 ezer amerikainak (34. gyalogoshadosztály) Algírnál kellett partra szállnia Charles W. Ryder vezérőrnagy vezetésével. Az amerikaiak szívesebben vették volna, ha Algírnál csak ők szállnak partra, mivel úgy gondolták, hogy a franciák kevésbé állnak ellen nekik, mint a briteknek, akik 1940-ben lefoglalták hajóikat Alexandriánál, és megtámadták Mersz el-Kébir-i támaszpontjukat.
A hadművelet tervezőit aggasztotta, hogy a támadó konvojoknak a német búvárhajók vadászterületén kellett áthaladniuk az Atlanti-óceánon, majd minimális légi fedezet mellett 90 ezer katonát partra tenniük három, egymástól messzire eső területen.
A legnagyobb nehézséget a szükséges flotta összegyűjtése okozta, ugyanis javában zajlott az atlanti csata, így a hadihajókat és a kereskedelmi egységeket a konvojok mellől kellett elvonni. Emiatt egy ideig a teherszállítók hadihajók kísérete nélkül közlekedtek a sarki vizeken az FB hadművelet keretében. Nőttek az aggodalmak, amikor augusztusban a német légierő és tengeralattjárók súlyos veszteséget okoztak a Máltára utánpótlást szállító konvojnak. A szövetségeseknek kevés naprakész információjuk volt a megtámadni tervezett partszakaszok védelméről, különösen Marokkóban.

## Francia magatartás

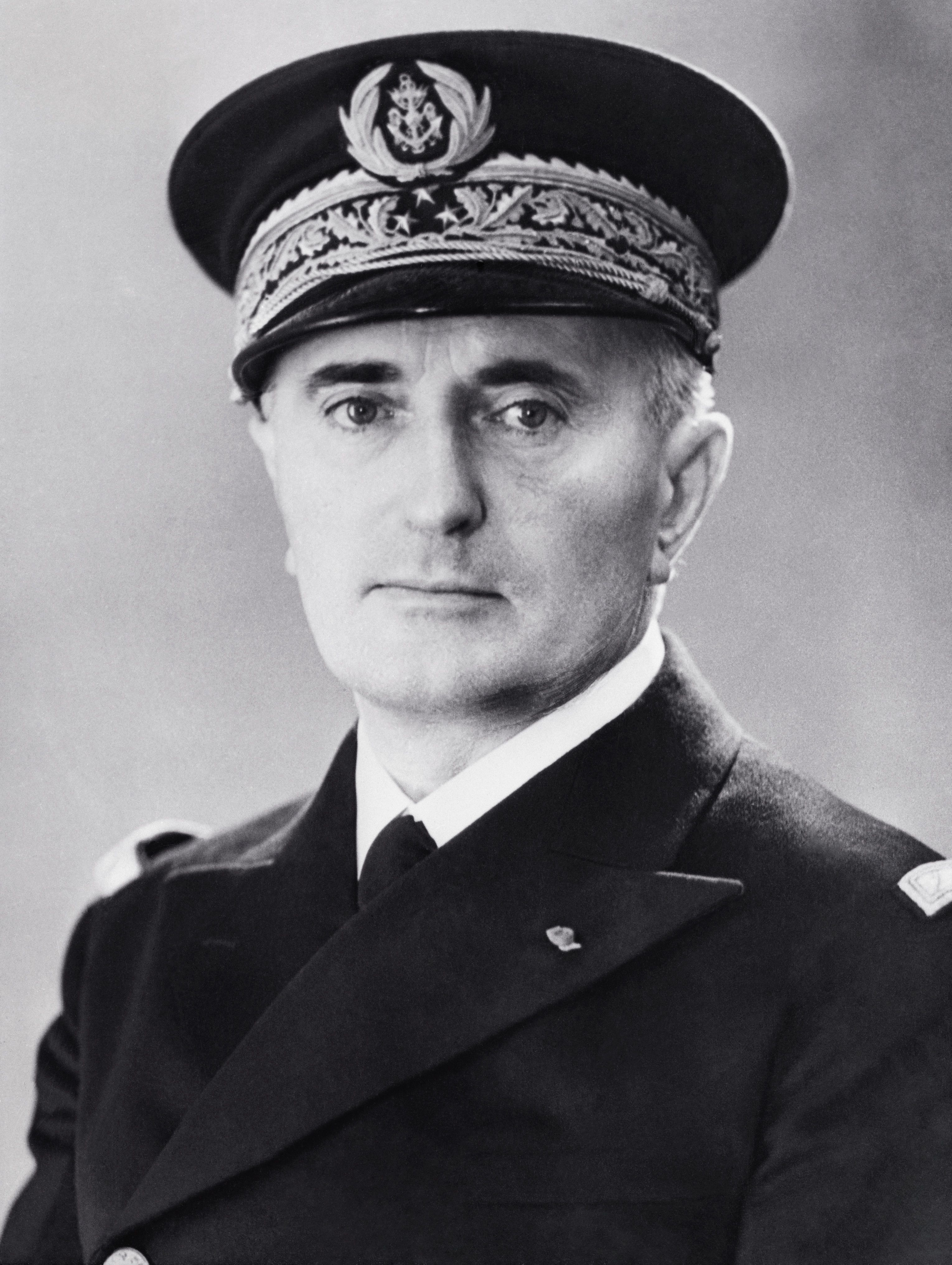
François Darlan admirális

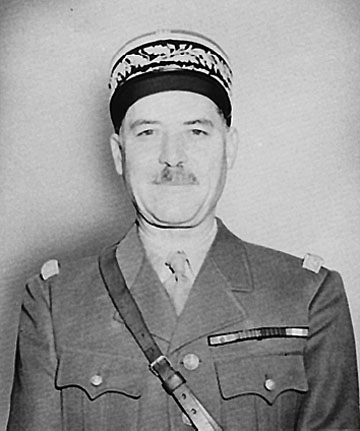
Alphonse Juin tábornok

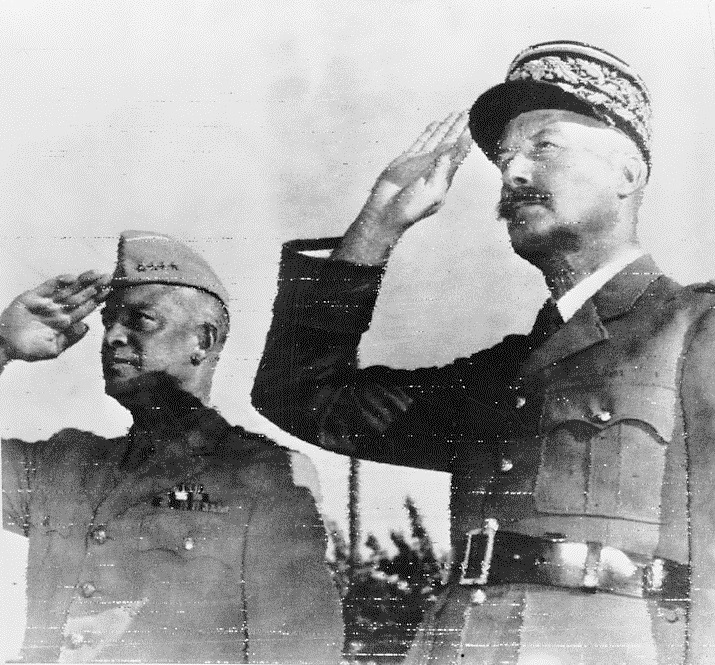
Eisenhower (b) és Giraud

A tervezők azzal számoltak, hogy a francia gyarmati csapatok valószínűleg átállnak a szövetségesekhez, de ugyanakkor ellenállásra számítottak a flottától, Churchill viszont bizakodó volt. „Franciaország megértette Madagaszkár és Szíria elfoglalását. Ha az amerikaiak megérkeznek, a francia nép a mi oldalunkra áll. Franco megretten. A németek talán nyomban a francia flottát és Toulont követelik majd a franciáktól. Ettől pedig ismét fellángolnak az ellentétek Vichy és Hitler között” – mondta Sztálinnak augusztusban Moszkvában.
A tervezők a hírszerzési információk alapján nagyjából százezerre tették a Marokkóban, Charles Noguès tábornok és Armand d’Harcourt admirális irányítása alatt álló francia erők számát. Hewitt visszaemlékezéseiben azt írta, hogy tartottak a francia flotta közbelépéstől, mivel Casablancában ismeretlen számú tengeralattjáró, egy cirkáló és számos nagy romboló horgonyzott. A készülő Jean Bart csatahajóról csak annyit tudtak biztosan, hogy négylöveges elülső ütege már készen van, de arról nem voltak információik, hogy kifuthat-e a tengerre.
A szövetségesek szerették volna elkerülni az összecsapást a franciákkal. Az október 5-én kiadott direktíva például úgy fogalmazott, hogy ha a franciák valamely elszigetelt egysége ellenségesen lép fel, azt nem feltétlenül kell magasabb szintű ellenséges cselekedetnek tekinteni. Amennyiben egy adott területen az ellenséges akciók befejeződnek, a szövetségeseknek is fel kell függeszteniük az ilyen jellegű tevékenységüket.
Az angolszászok felvették a kapcsolatot több magas rangú francia tiszttel is, köztük Algír katonai parancsnokával, Alphonse Juin tábornokkal, aki támogatta az inváziót. Az észak-afrikai francia csapatok irányítására Henri Giraud tábornokot szemelték ki, akit egy tengeralattjárón Gibraltárba csempészték Franciaországból. A szövetségesek abban bíztak, hogy Giraud eléri a francia gyarmati sereg megadását, de később kiderült, hogy ehhez nincs elég befolyása.
Az angolszászok október 21-én partra tették Észak-Afrikában Mark Clark tábornokot, aki felvette a kapcsolatot a Vichy-ellenes erőkkel. A szabad franciákat és vezetőjüket, Charles de Gaulle-t nem figyelmeztették az invázióra, mert attól tartottak, hogy kiszivárog a hír. Véletlen egybeesésként Algírban tartózkodott magánlátogatáson François Darlan tengernagy, a francia flotta parancsnoka. Juin tudta, hogy a tisztikar nem neki, hanem Darlannak fog engedelmeskedni, a támadás éjszakáján ezért tájékoztatta az admirálist a folyamatban lévő akcióról.
November 8-án hajnali 4-kor Pinckney Tuck amerikai ügyvivő átadta Roosevelt levelét Henri Philippe Pétain hivatalának, amelyben együttműködést kért. Pierre Laval miniszterelnök elutasító választ írt. Pétaint csak reggel 7-kor tájékoztatták az eseményekről, a tábornagy aláírta Laval levelét. Darlan 7.40-kor táviratot küldött Algírból az elnöknek, amelyben közölteː „A helyzet súlyosbodik, s a védekező csapatokat csakhamar legyűrik. A jelentések arra vallanak, hogy tömeges partraszállást készítenek elő.” Kilenc órakor átadták az elutasító választ az amerikai ügyvivőnek.
Darlan fél 12-kor újabb üzenetet küldött Pétainnak, amelyben jelezte Algír várható elestét. Ugyanekkor a francia kormány elfogadta a németek korábbi ajánlatát a szövetséges csapatok elleni Luftwaffe-akciókról. Darlan 17 órakor tudatta az államfővel, hogy felhatalmazta Juint a tárgyalásra a fegyverletételről, amely 19 órakor életbe is lépett Algírban. Vichy nem fogadta el az algériai fegyverszünetet.
November 9-én az amerikaiak tárgyalóasztalhoz ültették Darlant és Giraud-t. A megbeszélésen nyilvánvalóvá vált, hogy a francia tisztek nem fogadják el főparancsnoknak Giraud-t. Ezután az amerikaiak Darlannal egyeztettek, aki általános tűzszünetet rendelt el november 10-én Észak-Afrikában. Ugyanezen a napon Pierre Laval találkozott Hitlerrel Berchtesgadenben. Laval közölteː Darlan felhatalmazás nélkül cselekedett. Hitler szabad átvonulást követelt Tunézián. A német katonák már november 9-én megkezdték a fontos támaszpontok, kikötők és repülőterek elfoglalását Tunéziában.
Másnap a Wehrmacht elfoglalta Franciaország addig szabad területeit is. November 11-én a szövetségesek elérték, hogy Darlan kifutásra utasítsa a touloni francia flottát és felszólítsa Jean-Pierre Esteva tengernagyot, tunéziai főhelytartót, hogy álljon az angolszászok oldalára. Esteva ezt nem tette meg.

## Tengelyhatalmak
November elején a németek és az olaszok egyaránt hírszerzési adatokhoz jutottak a szövetséges hajó-összevonásokról. Az információk alapján a németek úgy vélekedtek, hogy az angolszászok Dakarnál próbálhatnak meg partra szállni, ezért Karl Dönitz az Atlanti-óceánon összevonta tengeralattjáróit, és az Azori-szigetekhez vezényelte, ahol október végére negyven német és olasz búvárhajó gyűlt össze. Így komoly meglepetésként érte őket az észak-afrikai invázió híre. Galeazzo Ciano olasz külügyminiszter naplójába feljegyezte, hogy november 8-án 5.30-kor felhívta telefonon német kollégája, Joachim von Ribbentrop, és közölte vele a partraszállás hírét. „Elég ideges volt, azt akarta tudni, hogy mit tervezünk csinálni. Be kell vallanom, hogy készületlenül ért a hír.”
A Földközi-tengeren a németek nem állomásoztattak felszíni flottát, csak tengeralattjárókat. Felszíni hajókkal az olasz haditengerészet rendelkezett, de annak főparancsnoksága (Commando Supremo) nem akarta megkockáztatni a támadást a nagy túlerőben lévő egyesített szövetséges flottával szemben. Az inváziót így csak a tengeralattjárókkal zavarhatták meg, amelyből a németeknek 19, az olaszoknak 26 volt. Az olaszországi német búvárhajók parancsnoka, Leo Kreisch egy kivételével valamennyi egységét a Karthágó–Orán-vonalhoz vezényelte. Hitler a következő üzenetet küldte a tengeralattjáró-parancsnokoknakː „Az afrikai hadsereg léte az angol konvoj megsemmisítésén múlik. Győztes támadásokat várunk.” A tengeralattjárók nem tudták megállítani a partraszállást, mert túl messze voltak az angol-amerikai partraszállás helyszíneitől. Egyedül Horst Deckertnek sikerült torpedót lőnie egy szállítóhajóra, de az sem talált.

## Felvonulás
A szövetségesek 650 hajót gyűjtöttek össze három nagy flottába. A csapatszállító hajók erős hadihajó-kíséretet kaptak. A Nagy-Britanniából induló hajók a Vizcayai-öblön haladtak át, keresztezve szinte minden tengeralattjáró-útvonalat. A németek nem bukkantak rá a hajókonvojokra. A brit flotta készenlétben állt a Dánia-szorosnál és az Északi-tengeren is, hogy megakadályozza a német felszíni hajók esetleges elindulását a Földközi-tenger felé, valamint az Azori-szigeteknél fedezték a közeledő amerikai flottát. Gibraltárban 14 vadászrepülő-század várakozott a támadásra.

### Átkelés az óceánon
A nyugati különítmény, amelynek a leghosszabb utat kellett megtennie, a virginiai Hampton Roadsnál gyülekezett. A köteléket három kisebb csoportra bontották a három marokkói partraszállási helyszínnek megfelelően. Az északi parancsnoka (Task Group 34.8) Monroe Kelly ellentengernagy, a középsőé (34.9) Robert Emmet kapitány, a délié (34.10) Lyal A. Davidson ellentengernagy volt. Mindhárom kötelék vezetésének gondot okozott, hogy a katonák és a hadi tengerészek döntő többsége újonc volt, így kiképzésük az utolsó pillanatig folyt. Hasonlóan keveset tudott a besorozott kereskedelmi hajók legénysége is. A leendő USS Ancon Panama-csatornai banánszállító gőzöst például csak augusztus 12-én foglalták le haditengerészeti célra. Parancsnoka mindössze 24 órával a Hampton Roads-i kihajózást megelőzően érkezett meg a hajóra, és mindössze háromnapos kiképzést kapott Cove Pointnál.

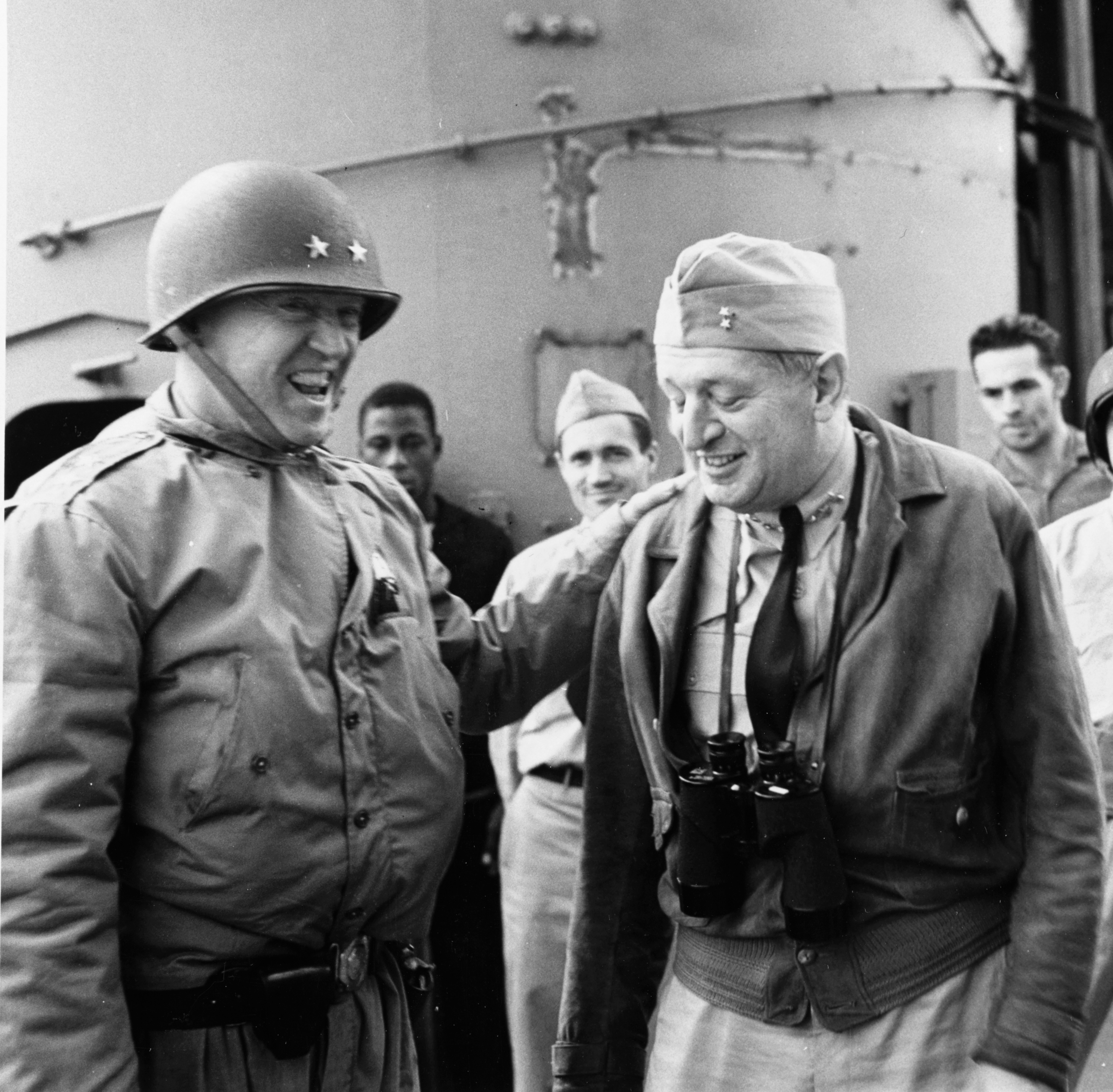
George Patton tábornok (b) és Henry Kent Hewitt ellentengernagy a USS Augusta fedélzetén

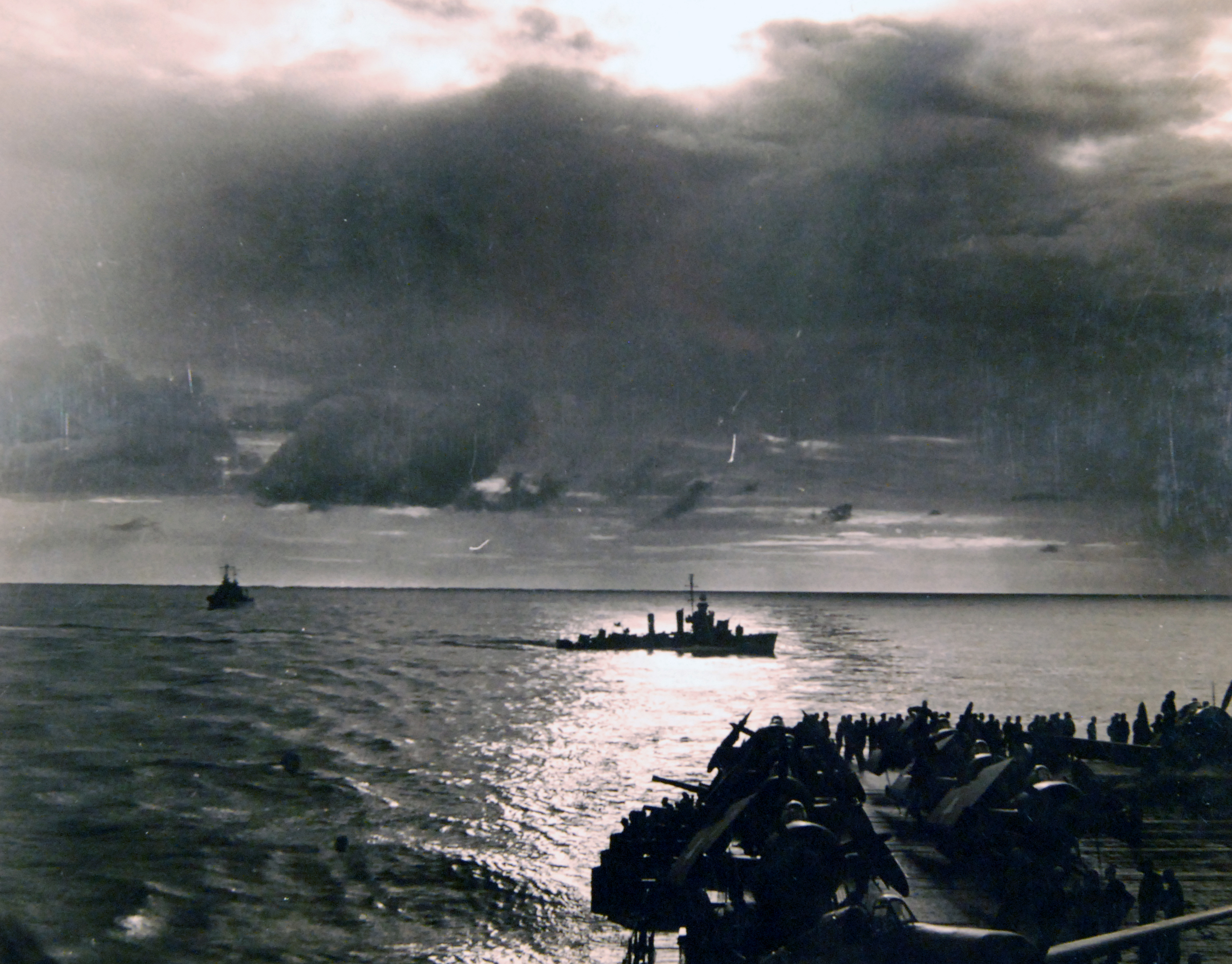
Útban Észak-Afrika felé

1942. október 23-án megkezdődött a katonák behajózása. Hewitt admirális magához kérette 150 legfontosabb tisztjét, akik többsége ezen az értekezleten értesült a flotta feladatáról. Az akció legféltettebb titka a helyszínválasztás volt, ugyanis a szövetségesek tudták, a franciák és a németek Dakar közelébe várják az inváziót. Robert Emmet figyelmeztette a jelenlévőket, hogy a haditengerészet feladata a szárazföldi sereg kiszolgálása, és ha kell, „meghalni értük”. Patton arról beszélt, hogy nem túl optimista, mivel „a történelem során a haditengerészet még soha nem tett partra katonákat a tervezett időben és helyen”. Mindazonáltal magabiztosan hozzátetteː ha őt és katonáit partra teszik Mohammediától 80 kilométeren belül és a D-naptól számított egy héten belül, akkor előrenyomul és győzni fog.
A nyugati kötelék október 23-24-én hajózott ki. Néhány hajó késve indult, például a Contessa, amelynek legénysége megszökött, miután megtudta, hogy repülőbenzint és lőszert fognak szállítani. Az új legénységet a norfolki városi börtönből toborozták. Október 28-án az Afrika felé tartó hajóhadhoz csatlakozott a légi fedezetet biztosító anyahajó, a USS Ranger, valamint három kísérő repülőgép-hordozó, a USS Santee, a USS Sangamon és a USS Suwanee. Az utóbbiak pilótáinak többsége újonc volt.
Hewitt admirális, tekintettel a Casablancánál állomásozó francia flotta ütőképességére, jelentős tűzerőt sorakoztatott fel, köztük a USS Massachusetts csatahajót, a USS Augusta, a USS Wichita és a USS Tuscaloosa nehézcirkálót. A tengeralattjárók fenyegetése miatt a hordozók repülőgépei folyamatosan a flotta fölött járőröztek. November elején az időjárás rosszra fordult, ezért el kellett halasztani a betervezett tankolást, és félő volt, hogy a nagy hullámok miatt az invázió is késni fog.
November 7-én (D-nap mínusz egy) a nyugati flottakülönítmény megközelítette Marokkó partjait. Mivel az amerikaiak úgy döntöttek, hogy három helyen szállnak partra az Atlanti-óceán partján, a déli támadócsoport kivált a hajóhadból kora reggel, és Szafi felé indult. A másik két különítmény folytatta útját, majd az északi támadócsoport Rabat felé fordult, hogy Mehediánál tegye ki katonáit, a középső egység pedig a Casablancától északra elterülő Fedalát, a mai Mohammediát célozta meg.

### Keresztül a Gibraltári-szoroson
A középső és a keleti különítmény első, a lassú hajókat magába foglaló konvoja (KMS–1) október 22-én hajózott ki a Clyde torkolatából, majd négy nap múlva elindultak a gyorsjáratú hajók is (KMF–1). A hadihajók folyamatosan kutattak a német tengeralattjárók után, de azok nem tűntek fel. A két különítmény november 5-én kettévált, és megkezdte az áthaladást a Gibraltári-szoroson. A német haditengerészeti hírszerzés először úgy vélte, hogy egy Máltára tartó újabb konvojról van szó, majd azt hitte, a hajóhad Tripolinál készül csapatokat partra tenni. A felvonulás során csak az Algírba tartó egyik hajót, a USS Thomas Stone csapatszállítót érte légitámadás.

## Partraszállás Marokkóban

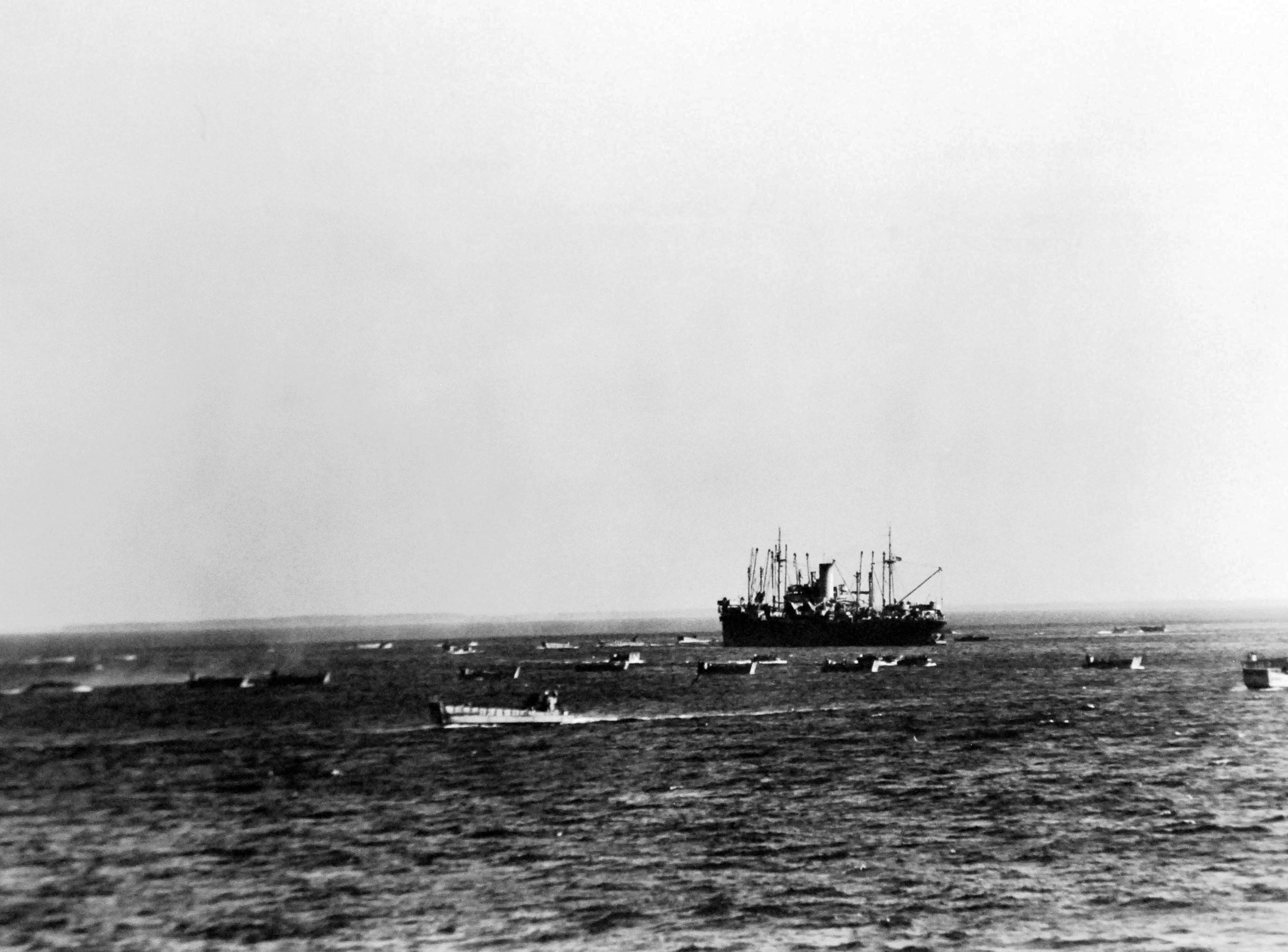
Partraszállás előkészítése Marokkónál

Az amerikaiak úgy döntöttek, hogy három helyen szállnak partra az Atlanti-óceán partján, majd elfoglalják Casablancát, amely a Vichy-féle Franciaország második legfontosabb kikötője volt Toulon után. A várost az El Hank-üteg és francia hadihajók védelmezték. Eisenhower nem akart frontális támadást indítani a tenger felől Casablanca ellen, a város elfoglalását a szárazföldről érkező csapatokra akarta bízni, míg Patton azon a véleményen volt, hogy a franciákat ki kell bombázni állásaikból. Végül Eisenhower elképzelése nyert, mert fontos volt, hogy Casablanca infrastruktúrája megmaradjon, és a város a jövőben utánpótlási bázisként működhessen.
A szövetségesek abban bíztak, hogy a francia gyarmati alakulatok támogatni fogják az amerikai sereget. Beavatták a tervekbe Antoine Béthouart tábornokot, casablancai hadosztályparancsnokot, aki hajlandónak mutatkozott a szövetségesek segítésére. A szövetségesek arra kérték, vegye őrizetbe Charles Noguès marokkói főhelytartót, erre azonban nem volt hajlandó. November 8-án hajnalban több fontos létesítményt elfoglaltak, de Charles Noguès titkos telefonvonala működőképes maradt, így a helytartó szabadon tarthatta a kapcsolatot a fontos támaszpontok parancsnokaival. Öt órakor Noguès megkapta Roosevelt levelét, amelyben az elnök az invázió támogatására kérte, a főhelytartó ennek ellenére ellenállásra szólította fel francia katonákat.
A marokkói partraszállást a nagy hullámzás jobban megnehezítette, mint a francia partvédelem. A USS Leonard Wood 21 partraszállító egységét vesztette el Fadalánál. A USS Thomas Jefferson 31 járművéből, 16 veszett oda, három pedig megrongálódott, míg a USS Carroll számai még ennél is rosszabbak voltakː 25 egységéből 18-at elvesztett az első hullámban, ötöt a másodikban.
A francia csapatok szembeszálltak az amerikaiakkal, három napon át lassították őket, de feltartóztatni nem tudták előrenyomulásukat. A harcok november 10-én fejeződtek be, amikor François Darlan tengernagy elrendelte a tűzszünetet az észak-afrikai francia területeken. A marokkói harcokban 357 amerikai elesett, 637 megsebesült, 122 eltűnt, 71 hadifogságba került.

### Északi szakasz

#### D-nap
Az északi támadócsoportot Lucian Truscott vezérőrnagy irányította. A 9. gyalogoshadosztály, amely nyolc szállítóhajó fedélzetén érkezett meg Marokkóhoz, azt a feladatot kapta, hogy foglaljon el öt partszakaszt Mehdia és Port Lyautey közelében, amelyek mintegy 110 kilométerre feküdtek Casablancától. A helyszínre azért esett a választás, mert egyedül a Port Lyautey, a mai Kenitra repülőterének volt beton kifutópályája Marokkóban. A Sebou-folyótól északra két zónát, (Red 1 és Red 2), délre pedig hármat (Green, Blue, Yellow) jelöltek ki. A 60. ezred 3. zászlóaljának a két Red-zónát, a 2.-nak a Green-övezetet, a 3.-nak pedig a fennmaradó két partszakaszt kellett elfoglalnia. Ezután, az őket követő csapatokkal együtt, át kellett venniük az ellenőrzést a Sebou vádija, a repülőtér és Port Lyautey kikötői berendezései felett.
Az első hajók november 7-én, kevéssel 23 óra előtt felsorakoztak a Sebou torkolatával szemben. Éjfél után megkezdődött a partraszállító egységek lebocsátása. A francia SS Lorrain riasztotta a szárazföldi alakulatokat, így nem sikerült a meglepetés erejét teljesen kihasználni. A Blue és a Yellow parton mindhárom hullám ellenállás nélkül szállt partra 5 óra és 5.25 között. A Green partra vezényelt 860 katona fél hatkor ért partot. Először nem volt ellenállás, később azonban egy part menti üteg tüzet nyitott rájuk. Amikor egy reflektor befogta a partra szálló katonákat, egy romboló tüzet nyitott rá. A 3. zászlóalj a Red zónáktól északra ért partot, így csak hosszú gyaloglással jutottak el a kijelölt területre.
A francia ellenállás váratlanul érte az amerikaiakat. A marokkói francia hadvezetés figyelmen kívül hagyta Antoine Béthouart tábornok, a casablancai francia erők parancsnokának instrukcióit, és úgy döntött, felveszi a harcot az angolszászokkal. Válaszul az amerikai haditengerészeti egység tüzet nyitott a Green partot veszélyeztető ütegre. Egyre több löveg kapcsolódott be a harcba mindkét oldalon, majd kora reggel francia repülőgépek támadták a flottát. Az amerikai anyahajókról induló gépek a francia légelhárítást és a repülőteret vették célba, sok gépet a földön semmisítettek meg.
A késések és a szórványos francia támadások ellenére a szállítóhadosztály sikeresen partra tette a gyalogosokat a Seboutól délre. Az első zászlóalj a szárazföld belseje felé nyomult, a második pedig elfoglalta a világítótornyot. Az utóbbit francia ellentámadás érte, amely visszavetette a katonákat. Az amerikaiak estig partra tették szinte a teljes gyalogságot, a nehézfegyverzet kirakodása azonban késett a francia támadások miatt. A kitűzött célokat nem érték el, a Sebou déli partja, a vár és a repülőtér francia kézben volt. A parti ütegeket és a francia repülőket viszont kiiktatta a flotta.

#### D-nap+1
A Blue partszakasztól északra partra lépő katonák Rabatból Casablanca felé francia tankokba ütköztek, és támogatást kértek. A USS Savannah ágyúzni kezdte a harckocsik gyülekezőterületét. A USS Sangamon gépei légitámadásokat hajtottak végre a francia erők ellen, és az amerikaiaknak délutánra sikerült stabilizálniuk balszárnyukat. Közben más amerikaiak Port Lyautey repülőtere felé nyomultak, de 15 órakor a védők megakasztották a támadást. Nem sikerült a régi erőd (kasbah) elleni akció sem.

#### D-nap+2
Az amerikaiak úgy döntöttek, hogy megnyitják a Sebou vádiját. Egy öreg, négykéményes romboló, a USS Dallas, fedélzetén 75 katonával, behajózott a folyó torkolatába, és a katonák gumicsónakokba szálltak a 75 milliméteres francia ágyúk tüzében. Az amerikaiaknak sikerült elfoglalniuk Port Lyautey repülőterét, a USS Sangamon repülői pedig több támadást intéztek a főutakat blokkoló erőd ellen, majd a katonák megrohamoztak a kaput, és a vár elesett. A nap folyamán a franciák megpróbáltak ellentámadásokat indítani és erősítést küldeni Rabatból, de az amerikai szárazföldi csapatok és a haditengerészet tüzérsége feltartóztatta őket.

### Középső szakasz

#### D-nap

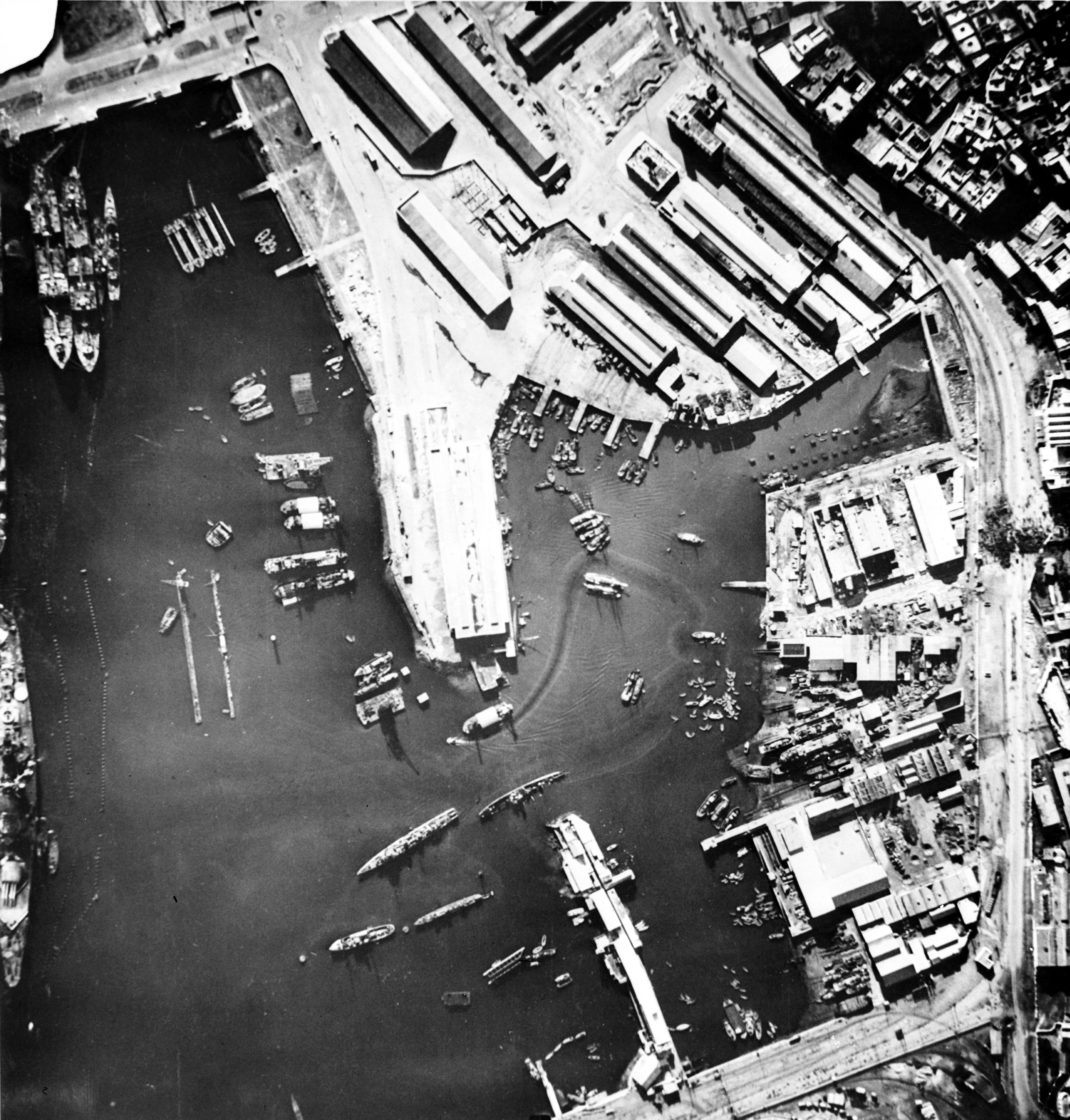
Casablanca kikötője

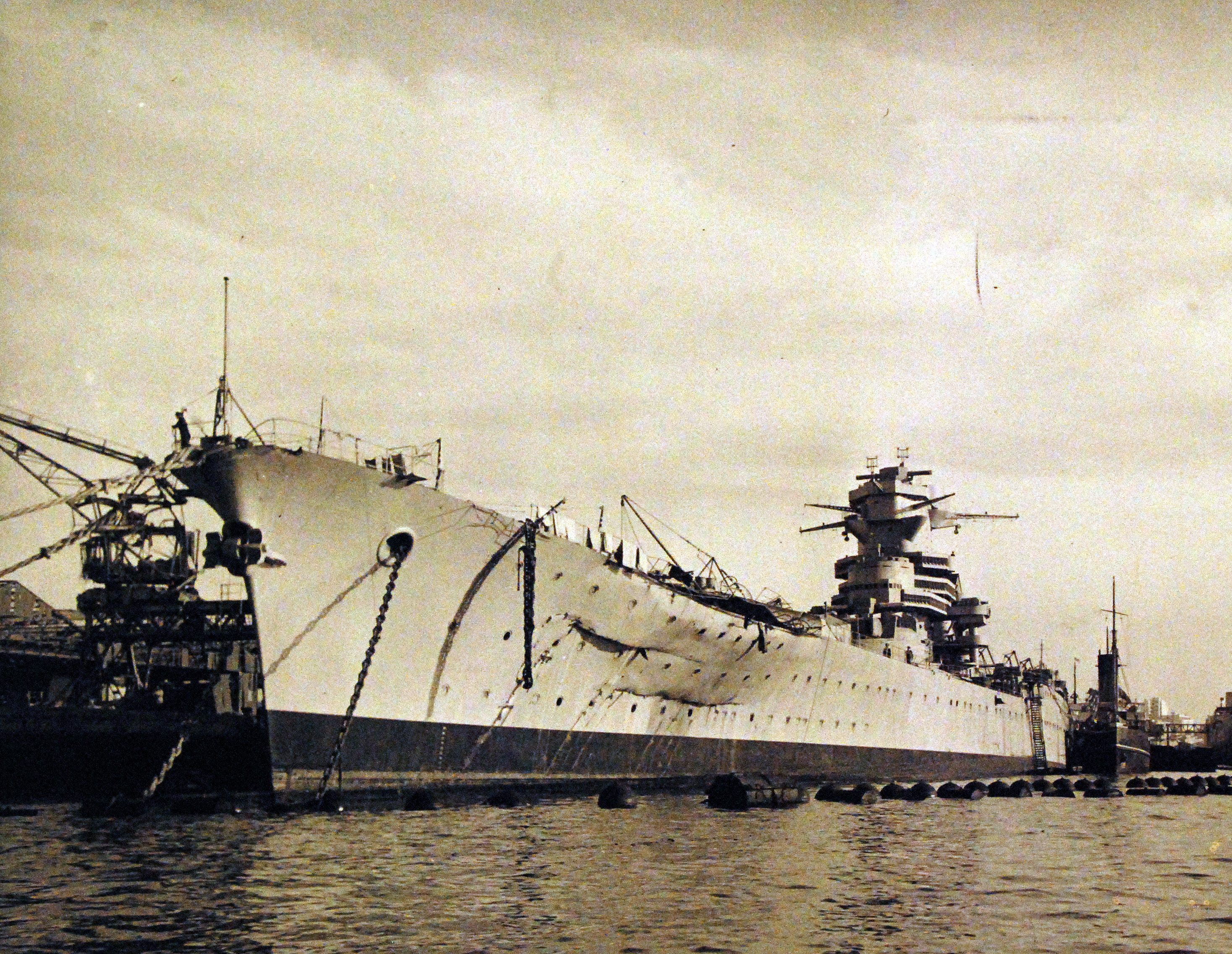
A sérült Jean Bart

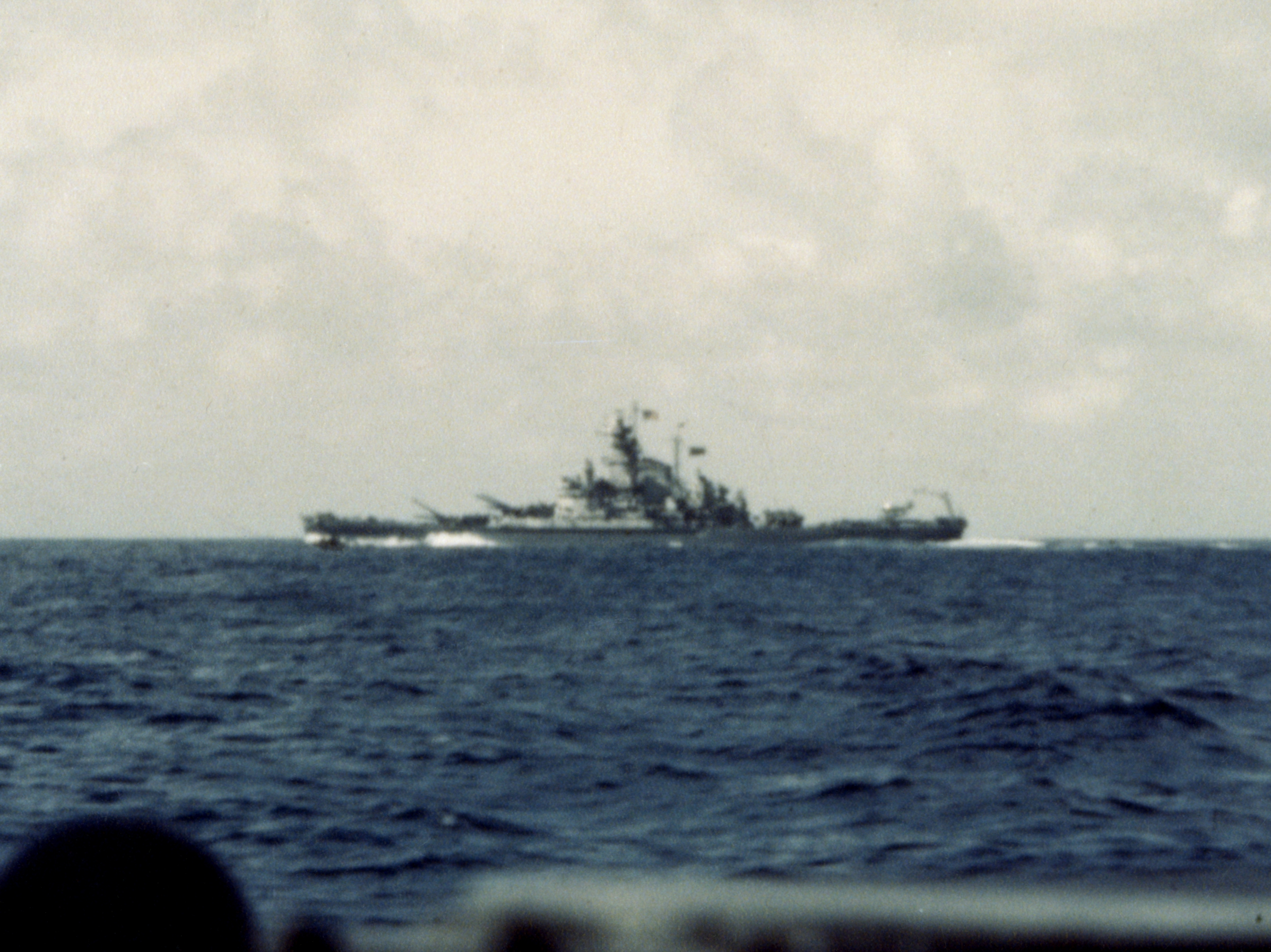
A USS Massachusetts Casablanca előtt

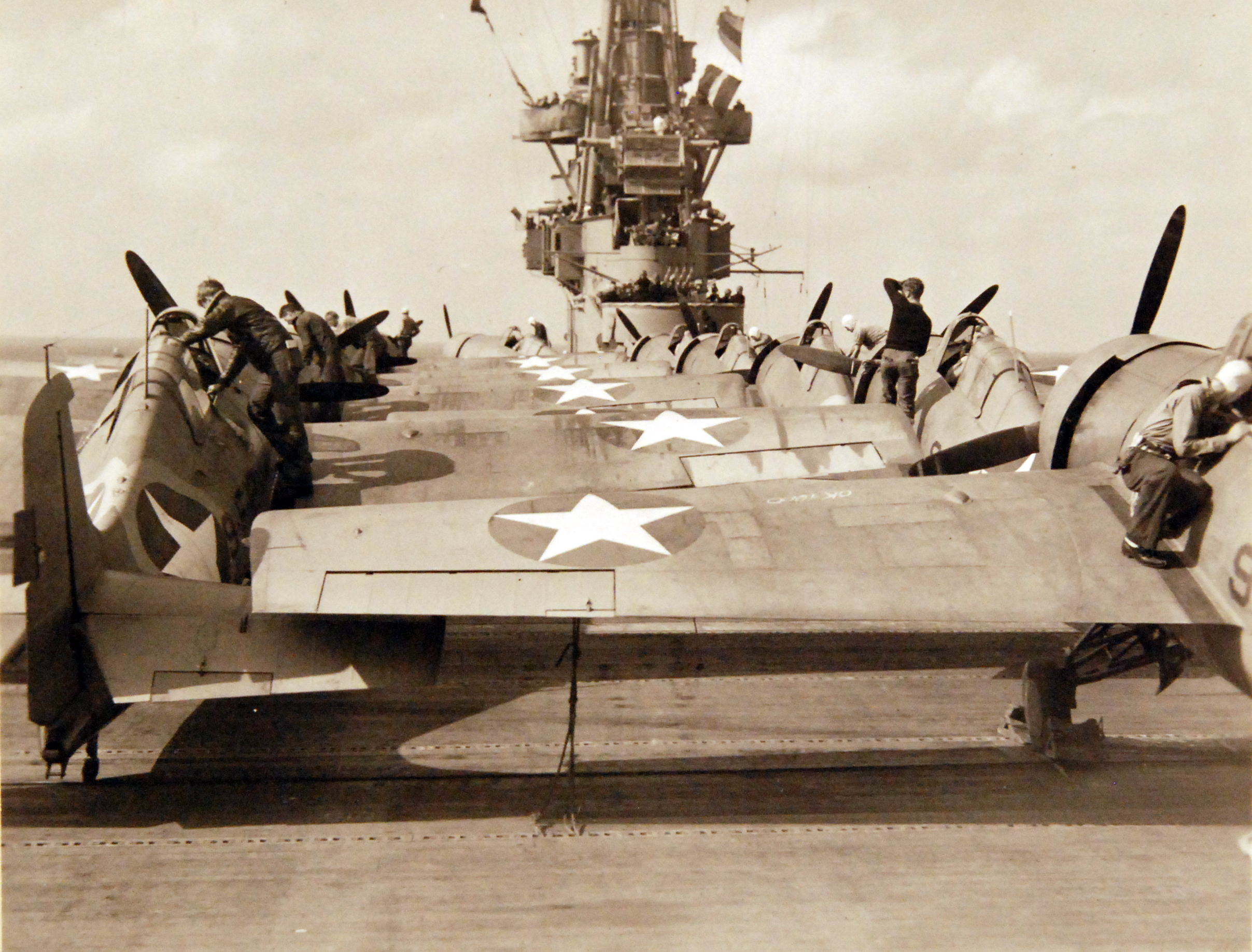
Bevetésre váró amerikai repülők

A középső támadócsoport hajói november 8-án hajnali kettőkor pillantották meg a fedalai világítótorony fényét. Fedala 25 kilométerre feküdt Casablancától, ez volt a városhoz legközelebbi olyan partszakasz, amelyen meg lehetett kísérelni az inváziót. A USS Augusta, a USS Brooklyn és a USS Wichita elfoglalta a helyét a casablancai hadikikötő, az El Hank üteg és a tengeralattjáró-kikötő bombázására. A 12 csapatszállítóhajó és két teherhajó 11 kilométerre a parttól horgonyozott le. Az első hullám negyed hat körül ért el a partot. 
A 7. és 30. gyalogezred hat zászlóaljának hét zónát jelöltek ki a parton. Egyet Fedalától nyugatra (Yellow), ötöt keletre (Red, Red 2., Red 3., Blue, Blue 2), egyet pedig szintén keletre, de több kilométerre a településtől (Blue 3). Az első hullám negyed hat körül érte el a partot, francia ellenállás nem volt. A partraszállító egységek közül némelyik sziklának csapódott, mások felborultak a hullámokban. Hajnalhasadásra Jonathan W. Anderson vezérőrnagy 3500 katonája szállt partra, és a franciákat meglepve elfoglalta a kijelölt területet. Később azonban a francia tüzérség lőni kezdte a flottát, és a USS Murphy romboló találatot kapott. Az amerikai hadihajók is tüzet nyitottak, és fél nyolcig lőtték a francia ütegeket.
A kikötőben álló Jean Bart tüzet nyitott a Casablanca előtt álló hadihajó-kötelékre. Válaszul az amerikaiak is ágyúzni kezdték kijelölt célpontjaikat; a USS Massachusetts 16 percen át vívott párbajt nagyjából 22 kilométeres távolságból a Jean Barttal. A USS Tuscaloosa és a USS Wichita az El Hank és a Pointe d'Oukacha üteget lőtte. Fél kilenckor az amerikai hajók lőtávolon kívülre navigáltak, mivel a szárazföldi alakulatok nem találkoztak ellenállással. A tűzpárbaj alatt amerikai gépek francia célpontokat bombáztak.
A repülők útközben francia rombolókra bukkantak, amelyek a szállítóhajók sora felé tartottak. A csoportot Raymond Gervais de Lafond ellentengernagy zászlóshajója, a Milan vezette. Amerikai repülők sikertelenül támadták a franciákat, akik a Yellow zóna partraszállító hajóira tüzeltek. A harcokba bekapcsolódott két amerikai romboló, a USS Wilkes és a USS Ludlow. A USS Ludlow találatot kapott, és kénytelen volt kiszállni a harcból. Újabb amerikai hajók kapcsolódtak be a küzdelembe, és a USS Massachusetts-et is eltalálta egy kisebb kaliberű lövedék. A tengeri csata váltakozó helyszínekkel és felekkel a délután közepéig tartott. A hétórás, egyenlőtlen küzdelemben a franciák négy rombolót és nyolc tengeralattjárót vesztettek, megsérült a Jean Bart és több cirkáló. Az amerikai hajók kára elenyésző volt.
A folyamatos ágyútűz miatt lassan haladt a kirakodás. Délután ötig 7750 katona, a szárazföldi erők 39 százaléka lépett partra, a járműveknek azonban csak 16 százalékát, a felszerelésnek pedig mindössze 1,1 százalékát sikerült a szárazföldre juttatni. Emiatt a gyalogosok nem tudtak előrenyomulni, és kénytelenek voltak beásni magukat.

#### D-nap+1
Mivel a makacs francia ellenállás miatt az amerikaiak nem értek el sikereket a szárazföldön, a légierő vette át a kezdeményezést november 9-én reggel. A repülők rábukkantak egy Casablancába tartó teherautó-konvojra, és ötven járművet kilőttek. A bombázók a francia ütegeket támadták, és többet elnémítottak, valamint párbajt vívtak a francia légierő gépeivel. A fedalai hídfőben megsérült partraszállító egységek borították a partot. Egy jelentés szerint a 330 vízi járműből 169 hánykolódott a parti vízben. Tizenegy órakor az Arcturus megkezdte a harci járművek kirakodását.

#### D-nap+2
Reggel az amerikaiak kezdték megközelíteni Casablancát észak felől. A város közelében a francia gyalogság és két korvett nyitott tüzet rájuk. A harcba bekapcsolódtak az amerikai hadihajók és a Jean Bart is, amelynek fő lövegtornyát sikerült megjavítani, miután két nappal korábban a USS Massachusetts egyik lövedéke eltalálta. A kikötőben álló hadihajót SBD Dauntless zuhanóbombázók támadták, és több bombájuk is eltalálta. Egy francia tengeralattjáró megtámadta a USS Ranger hordozót, de a torpedók nem találtak. Patton tábornok csapatai nem tudták estig bevenni a várost. Dwight D. Eisenhower azt mondta a tábornoknak, hogy „egyetlen kemény dió vár feltörésre, nyissa fel gyorsan, kérjen hozzá, amit csak akar”.

#### D-nap+3
November 11-én reggel Patton szárazföldi alakulatai állásukban várták, hogy a haditengerészet és a légierő megkezdje az ellenséges állások bombázását, amikor néhány perccel az akció elrendelése előtt Georges Lascroux francia tábornok elfogadta a tűzszünetet. A franciáknak nem kellett megadniuk magukat, a fegyvereiket megtarthatták. Több amerikai szállítóhajó megkezdte a kirakodást a kikötőben, a nyílt tengeren várakozók közül azonban többet sikerült német tengeralattjáróknak megtorpedózniuk.

### Déli szakasz

#### D-nap
A déli támadócsoport célpontja a Casablancától 200 kilométerre délnyugatra eső Szafi volt. A tervezők választása azért esett a városra, hogy meg tudják akadályozni a marrákesi francia alakulatok beavatkozását Casablancánál. A katonák számára három partraszállási szakaszt (Red, Blue, Green) jelöltek ki a várostól északra, egyet pedig 14 kilométerre délre (Yellow). Az első három szakasz elfoglalását a 47. gyalogosezred első zászlóalja, valamint 3. zászlóaljának két százada kapta feladatul. A Yellow zónában a 2. zászlóalj szállt partra elsőként. A támadócsoport fedezetét a USS New York csatahajó, a USS Philadelphia könnyűcirkáló, és a USS Mervine, a USS Beatty és a USS Knight rombóló, valamint a USS Santee repülőgép-hordozó adta.
Az első feladat a kikötő elfoglalása volt. „Azt javasoltam, hogy rohanjuk le Szafi kikötőjét két rombolóval, mindegyiken egy gyalogosszázaddal, törjük át a védművet, hatoljunk be a kikötőbe fakszni és finesz nélkül” – emlékezett vissza Ernest Harmon tábornok. Davidson tengernagy egyetértett; a támadásra a USS Bernadout és a USS Cole-t jelölték ki. A két hajó 350 katonát vett a fedélzetére hajnalban, majd megindult a kikötő felé. Négy órakor egy reflektor rábukkant a USS Bernadoura, majd kevéssel fél öt előtt egy parti üteg tüzet nyitott rá. A USS Cole a sötétben követte testvérhajóját. Nem sokkal később az amerikai flotta tüzet nyitott a szárazföldi ütegekre.
A USS Bernadou teljes sebességgel betört a kikötőbe, és a Green parttól kevéssel nyugatra megfeneklett. Négy óra 34-kor fedélzetéről partra szálltak az első amerikai katonák Francia-Marokkóban. A USS Cole közben rossz irányba fordult, mert egy rossz hajót kezdett követni, de sikerült visszaállnia a kijelölt útvonalra. A romboló kikötött, és partra tette a katonákat.  A kikötő biztosítása után megindultak a partra a katonák hullámai. Az első katonák 5 és 5.30 között, még sötétben érték el a partot. Délután megérkezett a kikötőbe a Lakehurst és a Titania harckocsiszállító.
Point de la Tour négylöveges ütege tüzet nyitott a flottára, de az amerikaiak viszonozták azt, és az üteg elhallgatott. Napközben amerikai torpedóvetők és vadászgépek köröztek Szafi felett, és támadták a francia célpontokat. Estére a hídfőt öt kilométeresre szélesítették a katonák. A partraszállás során az amerikaiak közül három meghalt, 21 megsebesült.

#### D-nap+1
A kezdeti gyenge ellenállás után francia erősítés érkezett a városba Marrákesből. A USS Santee repülői megtámadtak egy 14 teherautóból álló oszlopot, valamint bombázták a repülőteret. A pilóták azt jelentették, hogy körülbelül húsz gépet és egy hangárt semmisítettek meg. Később újabb francia katonai oszlopot támadtak a gépek. Az amerikaiaknak sikerült elfoglalniuk egy hidat a franciák útvonalán.

#### D-nap+2
A hadseregnek sikerült némi előrehaladást elérnie, egy különítmény az északi Magazan, a mai El Dzsadida felé nyomult. Az üzemanyagot és a lőszert a USS Bernadou és a USS Cole szállította utánuk.

## Partraszállás Oránnál

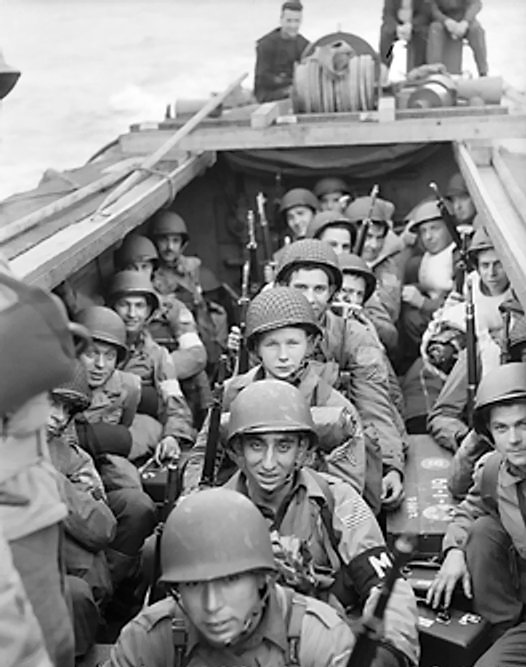
Az oráni partra tartó amerikaiak

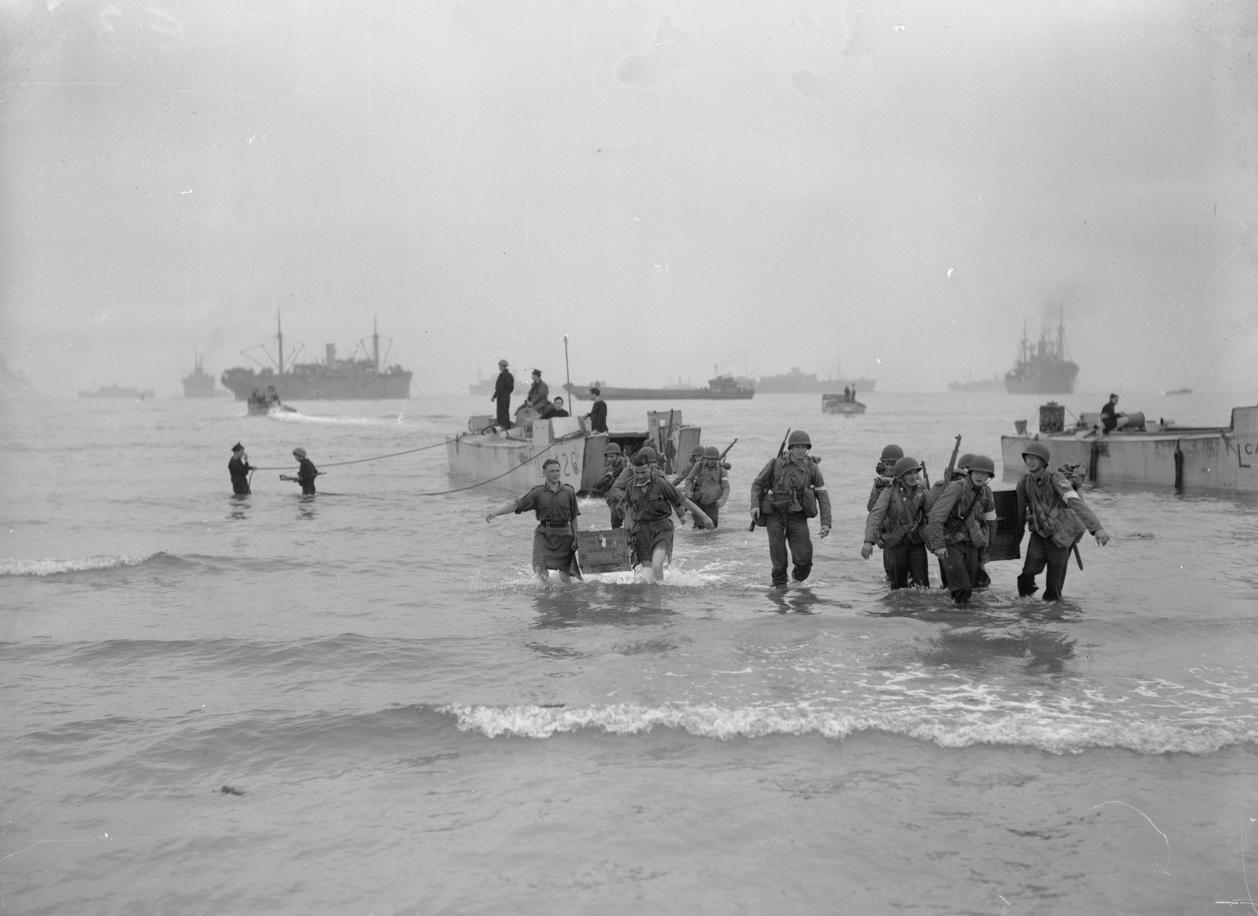
Kirakodás az Arzevi-öbölben

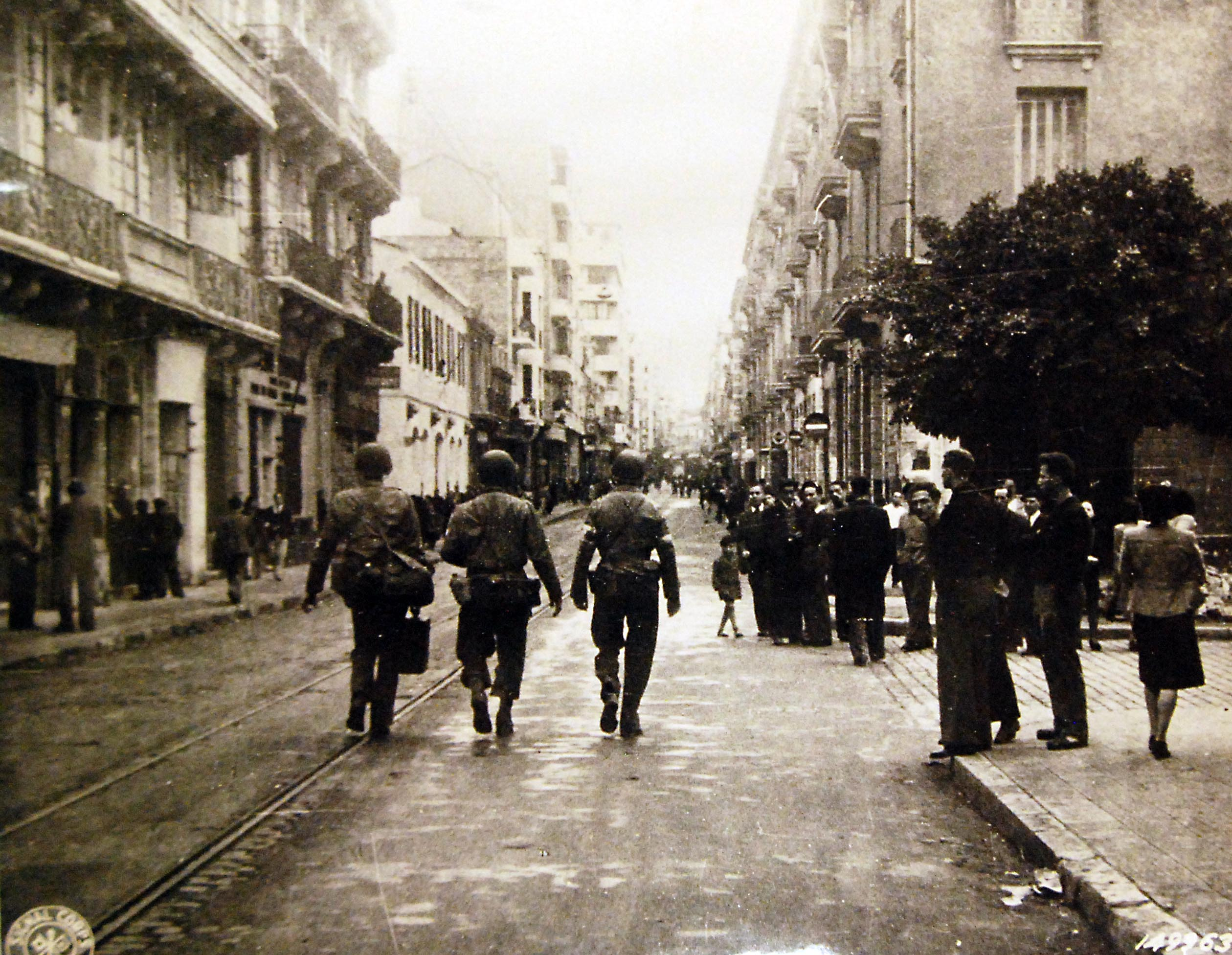
Amerikai járőr Oránban

A középső harci kötelék három zónában tervezett partra szállniː Mersza Bu-zedzsarnál (X szektor), Les Andalousesnél (Y) és Orántól nyugatra (Z). Néhány francia hajó megjelenése megzavarta a támadó előkészületeket. Egy óra 25-kor az első hullám elérte a partot az X szektorban, és ellenállás nélkül birtokba vette. Hasonlóan alakult a partraszállás Les Andalousesnél is. Az első komolyabb ellentámadást egy francia naszád, a Surprise indította az Y szektorban, de az HMS Brilliant romboló, 56 tagú legénységével együtt, elsüllyesztette.
A partraszállást két kisegítő akció kísérte, mindkettő kudarcba fulladt. Az egyik egy ejtőernyőstámadás lett volna egy Oránhoz közeli repülőtér ellen, de a vihar még Spanyolország felett szétszórta a köteléket, és csak a gépek egy része érkezett meg Algéria légterébe. A pilóták későn ugratták ki az ejtőernyősöket, így azok messze a kijelölt célponttól értek földet. Egy másik akcióban két brit parti őrhajó, az HMS Walney és az HMS Hartland megpróbált 400 amerikai katonát partra tenni Orán kikötőjében, hogy biztosítsák a létfontosságú berendezéseket, és elhallgattassák a parti ütegeket.
A hajókat erős parti tűz fogadta, amelybe bekapcsolódtak az öbölben állomásozó francia hadihajók is. Mindkét brit hajó elsüllyedt. Az akcióban – Reservist hadművelet – 189 amerikai katona, két tengerészgyalogos és 113 brit tengerész esett el. André Rioult altengernagy, az oráni francia flotta parancsnoka utasítást adott hajóinak, hogy támadják meg a partraszállási övezeteket.
A két flotta közötti ütközet első összecsapásában az HMS Aurora könnyűcirkáló nagyjából húsz perc alatt elsüllyesztette a Tramontone rombolót. Ezután két másik francia rombolót (Typhon és Tornade) támadott. Reggel fél nyolcra a tengeri csata véget ért. Eközben az amerikai rangerek biztosították az Arzev-öböl kikötőjét (Z) és elhallgattatták a Fort de la Pointe ágyúit. A Fort du Nord csata nélkül megadta magát. A katonák megkezdték Arzev város elfoglalását. Miután felkelt a nap, a franciák tüze pontosabbá vált. Ennek ellenére folytatódott a katonák és a felszerelés kirakodása. Egy francia üteg eltalálta az HMS Reina del Pacifico csapatszállítót. St. Leu és La Macta között a 2. algériai gyalogosezred rajtaütött az előrenyomuló szövetségeseken, de az HMS Farndale támogató tüzével sikerült legyűrniük őket.
A szövetségesek több mint tízezer katonát tettek partra estig. Elfoglalták a Lourmel repülőteret, biztosították a három hídfőt, de nem tudták elfoglalni a legfontosabb célpontot, a Mersz el-Kébir haditengerészeti bázist.

#### D-nap+1
Másnap a franciák több helyszínen is ellentámadást indítottak, de az amerikaiak visszaverték azokat. A Les Andalousesnél kialakított hídfőt harckocsik közelítették meg, de a páncéltörő ágyúk visszavetették őket. A Z zónában a franciáknak sikerült bekeríteniük a 16. gyalogosezred első zászlóalját, amely tűztámogatást kért. Az amerikaiak tankokat és zuhanóbombázókat irányítottak a térségbe, és sikerült a franciákat visszaverniük. A Fort du Santon ismét tüzet nyitott a szövetséges hajókra, de nem ért el találatot.
Két francia romboló, a L’Epervier és a Typhon támadást intézett a szövetséges flotta ellen. Ezután az HMS Aurora és a L’Epervier között tűzpárbaj bontakozott ki, amelynek során a francia romboló súlyosan megsérült.„A franciák nagyon bátran harcoltak, és nagyon rossz érzés volt, hogy lőnünk kell rájuk, de nem engedhettük őket a szállítóhajókhoz” – nyilatkozta később az HMS Aurora egyik tisztje.

#### D-nap+2
Annak ellenére, hogy St. Cloudnál még elkeseredett harcok folytak, az amerikai csapatok felkészültek az Orán elleni végső rohamra, amelyet kevéssel 8 óra előtt terveztek megindítani. A támadást 9-re halasztották, hogy a Valmy felől érkező harckocsiknak legyen idejük felfejlődni. Ezután az amerikai páncélosok és az őket követő gyalogosok behatoltak Orán külvárosaiba. Robert Boissau, az oráni francia erők parancsnoka, látva az előrenyomulást, tűzszünetet rendelt el. Az amerikaiak közül 276-an vesztették életüket, 326-an megsebesültek. A britek veszteség 113 ember volt. A franciák katonák közül 94-en meghaltak, 146-an megsebesültek. A francia flotta veszteséglistájára 347 ember került.

## Partraszállás Algírnál

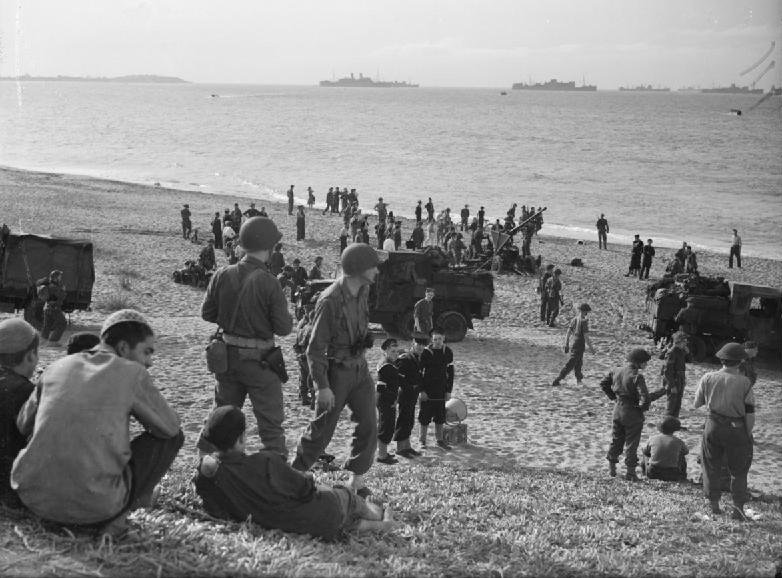
Brit katonák az algíri parton

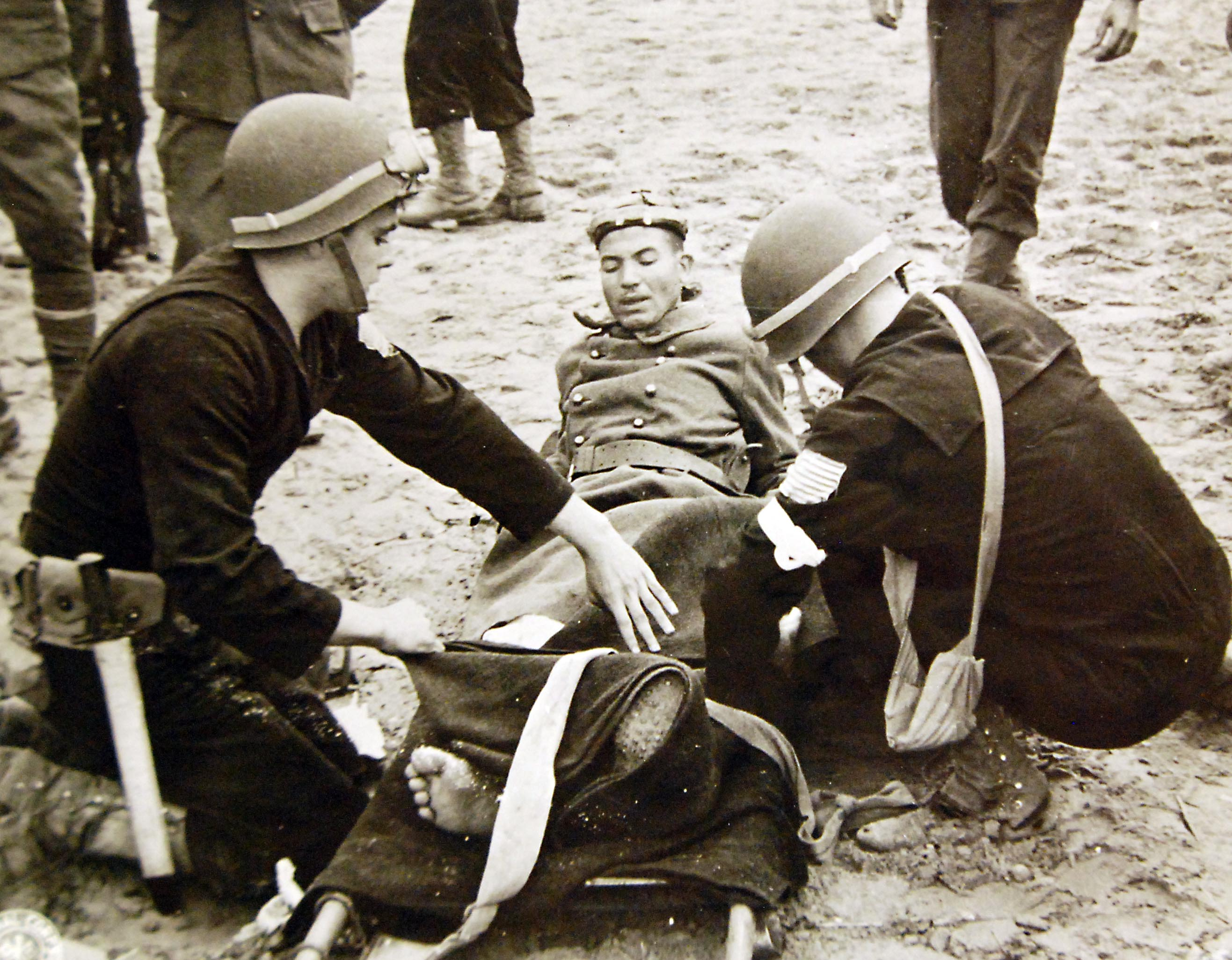
Amerikai katonák elsősegélyt adnak egy francia sebesültnek

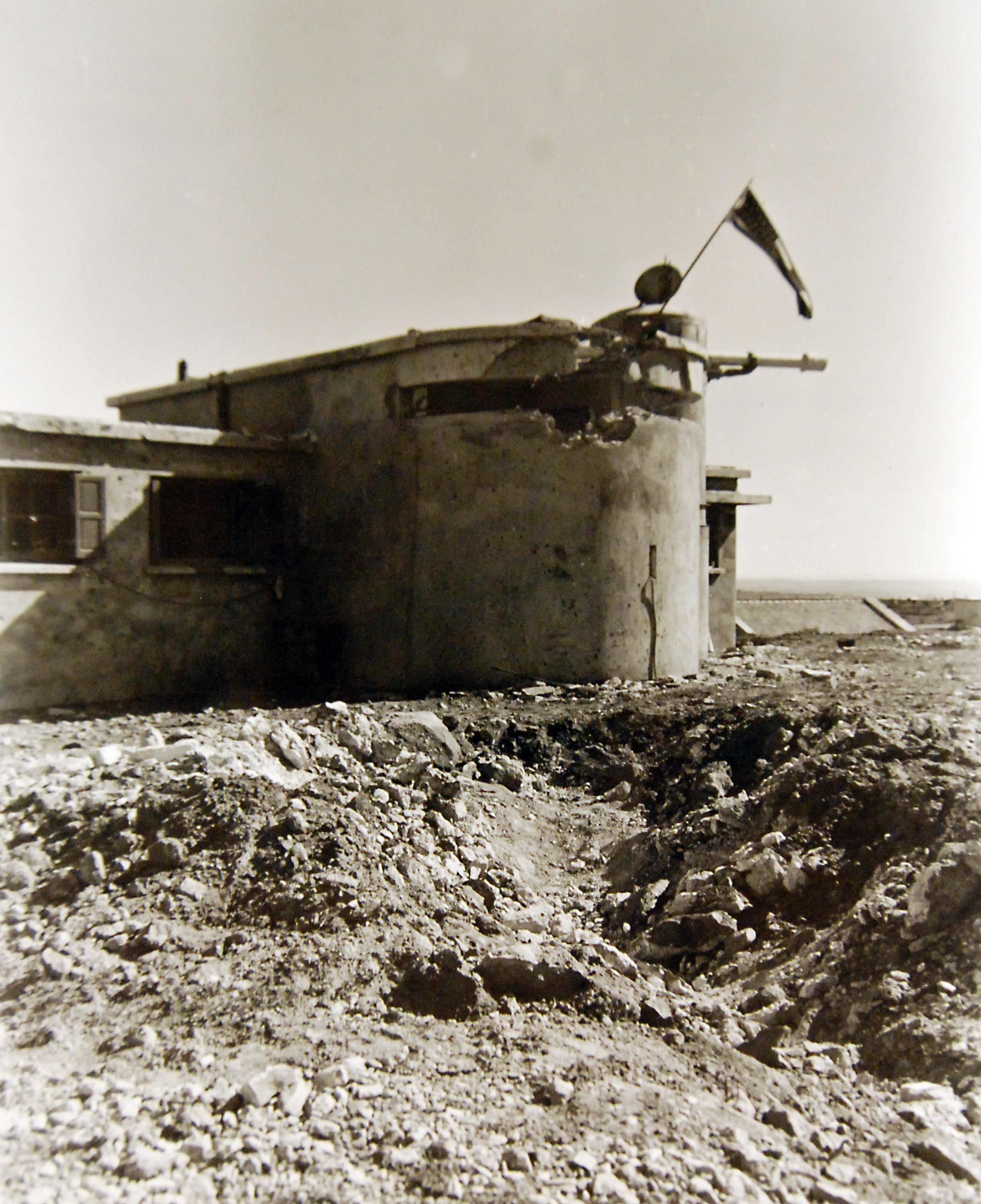
Szétlőtt francia bunker

Az algíri partraszállásra három szektort (Apples, Beer, Charlie) jelöltek ki. A flotta november 7-én éjjel, csendes időben közelítette meg a partot. Nem sokkal éjfél után a brit és amerikai egységek megkezdték a partraszállást Algírnál; komolyabb ellenállásba nem ütköztek.
Az Apples part elfoglalására a brit 11. gyalogoshadosztályt (összesen 7230 embert) jelölték ki. A zóna 35 kilométerre esett Algírtól. Castiglione előtt 9,5 kilométerre a flotta megkezdte a katonák vízre tételét, és az első hullám kevéssel éjfél előtt megindult a part felé. Az irányt a P–221 tengeralattjáró jelölte ki. Az első gyalogosok egy órakor léptek Afrika földjére. Néhány órán belül az amerikaiak biztosították a hídfőt, és elfoglalták Castiglionét.
A Beer szektor Algírtól északra, északnyugatra helyezkedett el. Az ott partra szálló 10 421 brit-amerikai katona feladata a Blida repülőtér elfoglalása volt. A partot a P–48 tengeralattjáró fényei mutatták. A partraszállító egységek kihajózása késett, majd néhány jármű rossz helyen kötött ki, így a katonáknak napvilágnál kellett elfoglalniuk a Fort Duperre ütegét, amelynek parancsnoka nem engedelmeskedett a tűzszüneti felhívásnak. Végül a franciák mégis megadták magukat, amikor repülőgépek bombázták az állásukat. Egy másik egység egyetlen puskalövés nélkül foglalta el a Sidi Ferruch-laktanyát.
A Charlie-part Algírtól keletre feküdt. A katonák a kijelölt időpontnál később, egyesek más helyszínen értek partot. Egyetlen parti üteg nyitott tüzet a kísérő rombolókra, amelyet a hadihajók viszonoztak. Reggel a szállítóhajók közelebb úsztak a parthoz, és folytatták az emberek és hadifelszerelések kirakodását. Délután annyira megerősödött a szél, hogy felfüggesztették az akciót. A blidai repülőtér felett köröző brit repülők fehér kendőkkel integető alakokat jelentettek. Egy brit gép leszállt, és a francia parancsnok közölte vele, hogy a szövetségesek repülői használhatják a kifutópályákat. Egy óra múlva megérkeztek a brit gyalogosok a helyszínre. Gyenge ellenállás után a Maison Blanche repülőtér is megadta magát. A Gibraltárból érkező első Hawker Hurricane-ek tíz órakor landoltak, de az üzemanyaghiány miatt csak másnap tudtak ismét a levegőbe emelkedni.
A legsúlyosabb összecsapás a kikötőben volt, ahova a Terminal hadművelet keretében betört az HMS Broke romboló, és amerikai katonákat tett partra, akiknek meg kellett akadályozniuk a horgonyzó hajók elsüllyesztését, valamint az olajtartályok megsemmisítését. Az ellenséges tűz azonban olyan heves volt, hogy a romboló kénytelen volt hátrahagyni a katonákat, és kihajózni a nyílt vízre. Fél egykor a kommandósok megadták magukat. Az ellenséges ágyútűzben az HMS Broke olyan súlyosan megrongálódott, hogy november 10-én elsüllyedt. Szintén súlyosan megsérült az HMS Malcolm is.
A szövetséges szárazföldi csapatok a kikötő felé nyomultak, de a keleti szárnyon feltartóztatták őket a Fort de l’Eau szenegáli gyalogosai, akik elszántan lőttek rájuk. Az amerikaiak aknavetőket vetettek be, és az erőd megadta magát. A jobbszárnyon a du Lazaret-üteg 194 milliméteres lövegei tartóztatták fel az amerikaiakat, akik nehézfegyverek hiányában nem tudták megtörni a szívós ellenállást. Brit cirkálók a part közelébe úsztak, és tüzet nyitottak az erődre. A támadásba repülőgépek és a kommandósok is bekapcsolódtak, de az erőd csak 17 órakor esett el. A közeli Fort d’Estrées másnapig kitartott. Súlyos harcok folytak a stratégiai ponton álló l’Empereur- és Duperre-erődért is.
Az amerikaiak tárgyalásokat folytattak Darlan tengernaggyal a tűzszünetről, a szövetségeseket támogató algíri erők pedig puccsot hajtottak végre, és elfoglalták a városi rádiót, telefonvezetékeket vágtak el, francia hivatalnokokat, tiszteket vettek őrizetbe, köztük Louis-Marie Koeltz tábornokot. Délután hatkor Algír védői megadták magukat. Eközben a német légierő megtámadta a flottát, és a gépek eltalálták az HMS Cowdray rombolót és a USS Leedstown csapatszállítót.

#### D-nap+2
Algírtól nyugatra az U–431 német tengeralattjáró rábukkant egy három cirkálóból és négy rombolóból álló kötelékre. Wilhelm Dommes parancsnok két torpedót lőtt ki, amelyek közül az egyik eltalálta az HMS Martint. Az 1920 tonnás brit romboló a legénység jelentős részével elsüllyedt.

## Következmények
A Torch hadművelet eredményeként a szövetségesek elfoglaltak két nagy földközi-tengeri kikötőt, Oránt és Algírt, valamint a kezdeti ellenállás után a maguk oldalára állították a francia gyarmati sereget. Az invázió révén az angolszászok repülőtereket szereztek az észak-afrikai partokon, amelyek révén véget vethettek a Málta elleni támadásoknak, valamint biztosíthatták a konvojokat a Szuezi-csatornától a Gibraltári-szorosig, ami szükségtelenné tette Afrika megkerülését.
Megkezdődött tunéziai hadjárat, vagyis a szárazföldi csapatok keleti támadása. Az algériai helyzet megszilárdítása után Kenneth Anderson tábornok a Brit 1. Hadsereggel Tunézia felé indult. Egy különítményt Bougie-ba, a mai Bedzsájába küldtek hajón, és a katonák elfoglalták a várost és Dzsidzselli repülőterét. November 12-én a britek támadást intéztek Bône, a mai Annába ellen, majd Bédzsa felé nyomultak tovább, ahol németekbe ütköztek. A 36. dandár behatolt Tunéziába, és november 17-én összecsapott a németekkel, az amerikaiak pedig ejtőernyősöket dobtak le Gafsza közelében. Ezzel megszerezték a tunéziai előrenyomuláshoz szükséges területet és légikikötőket.
A tengelyhatalmak gyorsan reagáltak a szövetséges invázióra, és fontos helyőrségeket, kikötőket és repülőtereket foglaltak el Tunéziában. A szövetségesek tunéziai előrenyomulását a 10. páncéloshadosztály, a Hermann Göring ejtőernyős-páncéloshadosztály, valamint a 344. gyaloghadosztály, két olasz hegyivadász-zászlóalj, a Superga gyalogoshadosztály hat zászlóalja és a Luftwaffe egységei tartóztatták fel hosszú időn át. Ez utóbbi azonban csak annak árán sikerült, hogy négyszáz repülőt elvontak a keleti frontról, enyhítve a szovjetekre nehezedő nyomást.
A németek kezdeti sikerei 1943 tavaszára katasztrófává alakultak. A szövetségeseknek sikerült lehetetlenné tenni az afrikai alakulatok tengeri ellátását, így csak légi úton kaphattak utánpótlást. Mivel az angolszászok megfejtették a német rejtjelezést, vadászgépeik valóságos mészárlást rendeztek a Ju 52 szállítógépek között. Májusban a német és olasz erők kénytelenek voltak megadni magukat.
Andrew Cunningham tengernagy ezt írta a tunéziai eseményekről szóló jelentésébenː „Azóta is sajnálom, hogy nem a merészebb elképzelés szerint cselekedtünk, amelynek értelmében mindjárt az elején megostromoltuk volna Bône-t. Első meglepetésében az ellenség nem tudta volna, hogy mitévő legyen. Elmulasztottuk megadni a hadművelethez a végső lökést, amely mindent eldöntött volna.”